# Prepseudatrichia falcata
Prepseudatrichia falcata är en tvåvingeart som först beskrevs av Kelsey 1976.  Prepseudatrichia falcata ingår i släktet Prepseudatrichia och familjen fönsterflugor.
Artens utbredningsområde är Namibia. Inga underarter finns listade i Catalogue of Life.